# Toulicia crassifolia
Toulicia crassifolia är en kinesträdsväxtart som beskrevs av Ludwig Radlkofer. Toulicia crassifolia ingår i släktet Toulicia och familjen kinesträdsväxter. Inga underarter finns listade i Catalogue of Life.